# Michele Stornello
Michele Stornello (Leonforte, 4 agosto 1952) è un politico italiano.